# Palm Springs International ShortFest
Das Palm Springs International ShortFest bzw. Palm Springs International Festival of Short Films findet seit 1995 jährlich in der Stadt Palm Springs im US-Bundesstaat Kalifornien statt und gilt als das größte Kurzfilmfestival in den Vereinigten Staaten.

## Geschichte
Das Palm Springs International ShortFest findet an sieben Tagen im Juni statt, zeigt jedes Jahr mehr als 350 Kurzfilme und veranstaltet einen Kurzfilmmarkt mit jährlich über 3000 neuen Kurzfilmen. Darüber hinaus bietet sie ein dreitägiges Programm mit Seminaren, Masterclasses, Panels und Diskussionsrunden mit freiem Eintritt für alle Film- und Fachbesucher. Als AMPAS-Qualifikationsfestival hat das Palm Springs International ShortFest in seiner über 25-jährigen Geschichte mehr als 100 Kurzfilme präsentiert, die anschließend Oscar-Nominierungen in den Kategorien des Kurzfilms erhielten.
Das Kurzfilmfestival ist ein Spin-off  des Palm Springs International Film Festival, das jedes Jahr im Januar stattfindet.